# Искры (дворянский род)
Искра (укр. Іскра) — украинский дворянский род казацкого старшинского происхождения.

## Происхождение рода
Родоначальник Яков Искра-Острянин— гетман Войска Запорожского Низового[1], один из руководителей названного его именем крестьянско-казацкого восстания 1638 года на Украине, на левобережье Днепра, родом с Черниговщины, из города Остер. Национальную принадлежность определяли как русины (так же упоминаемое обозначение черкасы или же (с 18 века) малороссы). В настоящее время также применяется более позднее понятие — украинец.
- Искра, Иван Яковлевич — полтавский полковник Войска Запорожского, сын предыдущего.
  - Искра, Иван Иванович — полтавский полковник Войска Запорожского, сын предыдущего.

Впоследствии представители рода расселились на территории Полтавского, Стародубского, Переясловского полков, внесены в Малороссийский гербовник.

## История рода
Первым известным представителем рода был гетман Войска Запорожского Яков Искра-Острянин, прозванный Остряница, погибший при восстании Чугуевских казаков. Он имел двух сыновей Ивана и Юрия.
Его сын, Иван Яковлевич, наказной гетман, убит в 1659. Внук Искра, Иван Иванович, полковник полтавский, казнён вместе с Василием Кочубеем за донос на Мазепу.
Другой сын Якова Остряницы, Юрий Яковлевич, был полковником корсунским. Его сын, Захар Юрьевич, так же был корсунским полковником. Он был арестован вместе с Искрой Иван Ивановичем, по поводу доноса на гетмана Мазепу. После реабилитации получил обратно свои имения. Поселился на территории Стародубского полка, был там сотником, потом полковым обозным.
Род Искр внесён в VI и II части родословных книг Киевской и Полтавской губерний.

## Известные представители рода
- Яков Искра-Острянин
- Иван Яковлевич Искра
- Иван Иванович Искра
- Захар Юрьевич Искра